# Línea 80 (Buenos Aires)

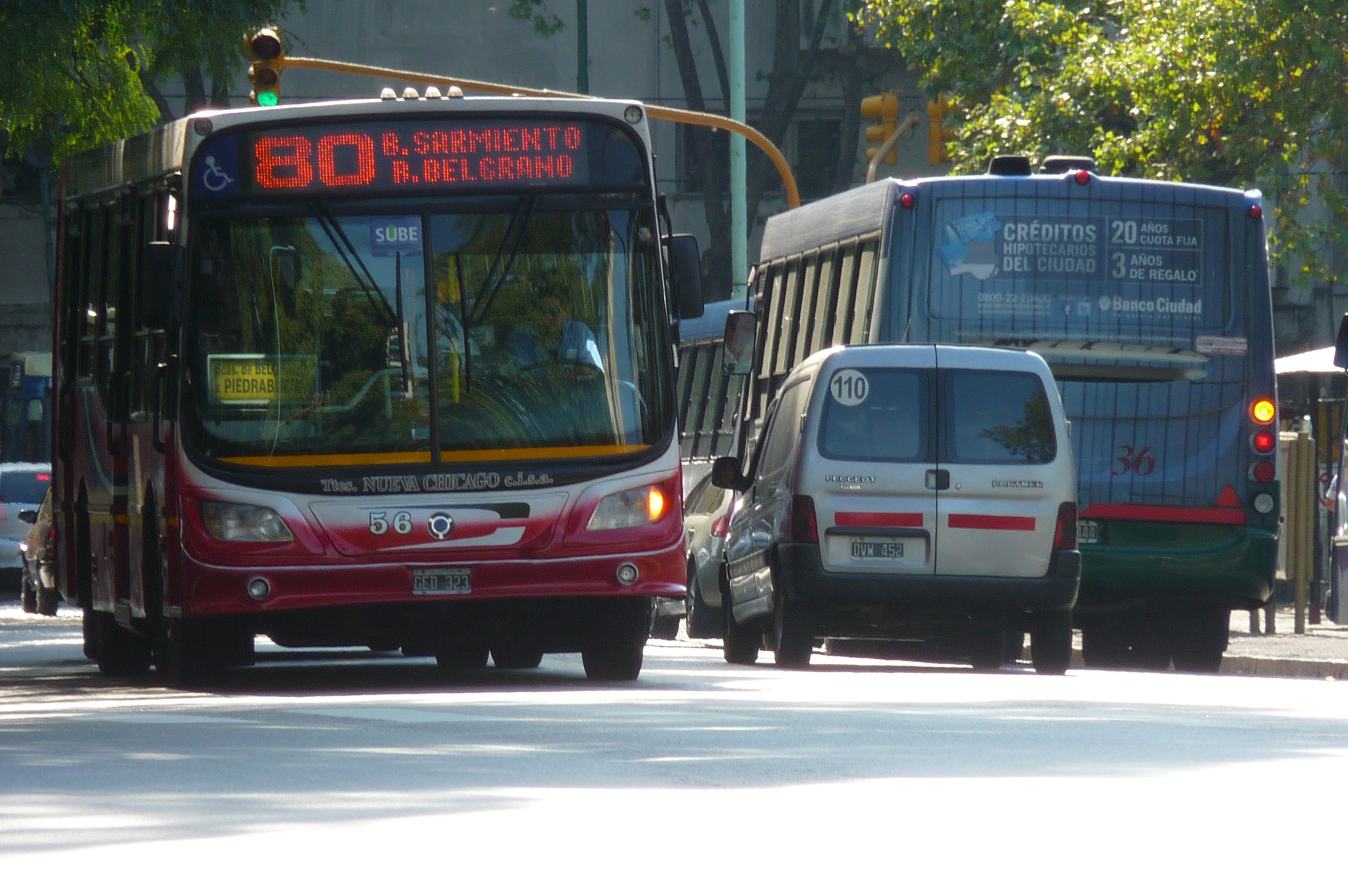
Linea 80.jpg

La línea 80 es una línea de colectivos del Área Metropolitana de Buenos Aires. Une la zona de Barrancas de Belgrano con la localidad de Villa Celina, Partido de La Matanza.
Es operada por la empresa Transportes Nueva Chicago S.A, la cual también controla servicios desde  los barrios porteños de Villa Lugano y Liniers hacia Barrancas de Belgrano.

## Unidades
Marca: Mercedes-Benz OH1718L-SB (La Favorita) sin aire acondicionado, OH1718L-SB (Metalpar, con el agregado de aire acondicionado), OH1721L-SB (Metalpar, esta línea solo posee una unidad de este chasis) y 0500U (La Favorita, Metalpar, Nuovobus y Marcopolo).
Pintura: El corte es rojo, blanco y negro, y varía según el modelo de chasis
Unidades en circulación: 77

## Recorrido

### Ramal Murguiondo
- Ida a Barrancas de Belgrano

Desde Pío X y Juan XXIII por ésta, Avelino Díaz, Cruce Av. Gral. Paz, Av. Cnel. Roca, Cosquín, Berón de Astrada, Cañada de Gómez, Av. F. F. de la Cruz, Cosquín, Av. Riestra, Larrazábal, Aquino, Murguiondo, Zelarrayán, Oliden, Av. Eva Perón, Av. Lisandro de la Torre, Bragado, Pilar, Tonelero, Timoteo Gordillo, Ibarrola, Cosquín, Av. Rivadavia, C. Gral. Paz Oeste, Cnel. Ramón L. Falcón, Av. Gral. Paz, Av. Francisco Beiró, Av. de los Incas, Delgado, Av. Elcano, Virrey del Pino, Av. Cabildo, Av. Juramento, Av. Virrey Vértiz donde estaciona.
- Regreso a Barrio Sarmiento

Por Av. Virrey Vértiz, Av. Juramento, Av. Cabildo, José Hernández, Av. Elcano, Av. de los Incas, Av. Francisco Beiró, Av. Gral. Paz, Santiago de Liniers, Juan José Castelli, Av. Mñor. A. Bentivenga, Av. Gral. Paz, Cnel. Ramón L. Falcón, C. Gral. Paz Este, Av. Rivadavia, Av. Lisandro de la Torre, Av. Eva Perón, Murguiondo, Av. Riestra, Cañada de Gómez, Av. Cnel. Roca, Cruce Av. Gral. Paz, Avelino Díaz, Juan XXIII hasta Pío X.

### Ramal Piedrabuena
- Ida a Barrancas de Belgrano

Desde Pío X y Juan XXIII por ésta, Avelino Díaz, Cruce Av. Gral. Paz, Av. Cnel. Roca, Cosquín, Berón de Astrada, Cañada de Gómez, Av. F. F. de la Cruz, Cosquín, Av. Riestra, Larrazábal, Aquino, Murguiondo, Dellepiane Norte, Aquino, José Ignacio Rucci, Zelarrayán, Av. Piedrabuena, Av. Eva Perón, Av. Lisandro de la Torre, Bragado, Pilar, Tonelero, Timoteo Gordillo, Ibarrola, Cosquín, Av. Rivadavia, C. Gral. Paz Oeste, Cnel. Ramón L. Falcón, Av. Gral. Paz, Av. Francisco Beiró, Av. de los Incas, Delgado, Av. Elcano, Virrey del Pino, Av. Cabildo, Juramento, Av. Virrey Vértiz donde estaciona.
- Regreso a Barrio Sarmiento

Por Av. Virrey Vértiz, Av. Juramento, Av. Cabildo, José Hernández, Av. Elcano, Av. de los Incas, Av. Francisco Beiró, Av. Gral. Paz, Santiago de Liniers, Juan José Castelli, Av. Mñor. A. Bentivenga, Av. Gral. Paz, Cnel. Ramón L. Falcón, C. Gral. Paz Este, Av. Rivadavia, Av. Lisandro de la Torre, Av. Eva Perón, Av. Piedrabuena, Zelarrayán, Murguiondo, Av. Riestra, Cañada de Gómez, Av. Cnel. Roca, Cruce Av. Gral. Paz, Avelino Díaz, Juan XXIII hasta Pío X.